# 拉瓜伊拉

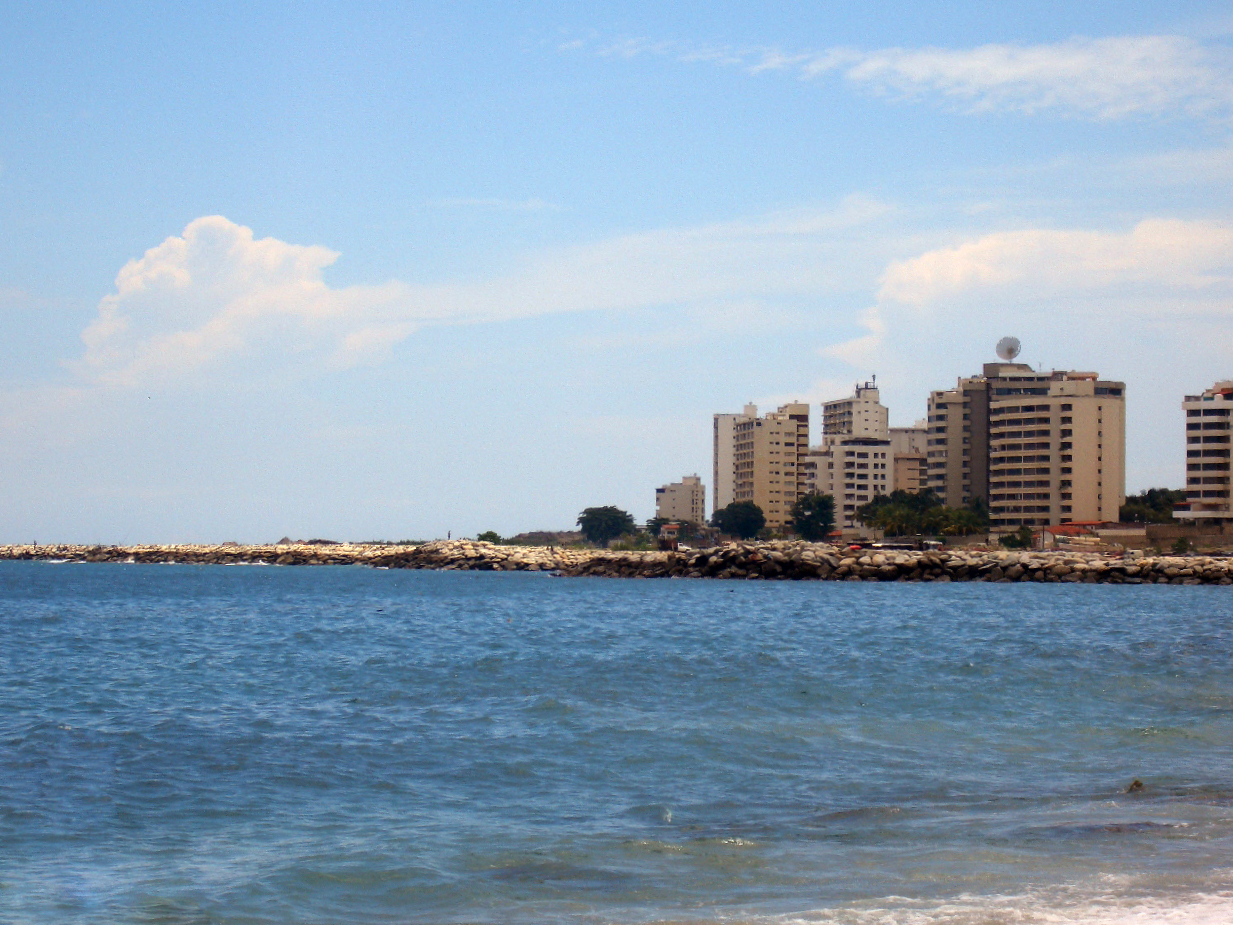

拉瓜伊拉（西班牙語：La Guaira）是委內瑞拉的城鎮，也是瓦爾加斯州的首府，位於該國北部，距離首都卡拉卡斯30公里，始建於1555年，海拔高度4米，每年平均降雨量少於200毫米，人口270,792。
10°36′00″N 66°55′59″W / 10.60000°N 66.93306°W